# Animosity
Animosity — американський дезкор-гурт із Сан-Франциско, заснований 2000 року. Гурт випустив три повноформатні альбоми, виступав з турами по США та Європі, та був розформований 2009 року.

## Історія
Animosity було засновано у Сан-Франциско, Каліфорнія. Дебютний альбом Shut It Down учасники випустили, коли їм було по 16 та 17 років. У 2005 році, колектив випустив другу платівку, Empires, та виступали у турі по США з Origin та Malevolent Creation. Їх третій альбом, Animal, було спродюсовано Куртом Баллоу, гітаристом Converge.

## Учасники

#### Остаточний склад
- Лео Міллер — вокал (2000–2009)
- Френк Коста — гітара (2000–2009)
- Чейз Фрейзер — гітара (2000–2009)
- Еван Брювер — бас-гітара (2003–2009)
- Навен Копервайз — ударні (2006–2009)

#### Колишні учасники
- Лукас Цубота — ударні (2000–2003)
- Нік Лазаро — бас-гітара, гітара (2000–2004)
- Шон Копервейз — бас-гітара (2002–2004)
- Ден Кенні — бас-гітара (2004–2006)

## Дискографія
Студійні альбоми
- Shut It Down (2003)
- Empires (2005)
- Animal (2007)

Інше
- Hellraiser Demo (2001)
- Altered Beast (2008, Aaron Spectre remixes)